# Xystocheir solenofurcata
Xystocheir solenofurcata är en mångfotingart som beskrevs av Shelley 1996. Xystocheir solenofurcata ingår i släktet Xystocheir och familjen Xystodesmidae. Inga underarter finns listade i Catalogue of Life.